# 克莱夫·罗伯茨
克莱夫·罗伯茨（英語：Clive Roberts，1958年3月19日—），英国男子赛艇运动员。他曾代表英国参加世界赛艇锦标赛，获得二枚金牌，均来自男子轻量级八人单桨有舵手项目。